# Ciudad Universitaria (estación de TransMilenio)
La estación sencilla Ciudad Universitaria - Lotería de Bogotá forma parte del sistema de transporte masivo de Bogotá, TransMilenio, inaugurado en el año 2000.

## Ubicación
Está ubicada sobre la Calle 26 entre las carreras 33 y 36. Se accede a ella mediante cruce semaforizado sobre la Carrera 33 y mediante puente peatonal sobre la Carrera 36.
Atiende la demanda de los barrios Acevedo Tejada, El Recuerdo y sus alrededores.
En sus cercanías están la Universidad Nacional de Colombia, el edificio de la Lotería de Bogotá, la sede de la Contraloría Distrital, Uniempresarial y la escuela de música Fernando Sor.

## Origen del nombre
La estación se llamó «Ciudad Universitaria», sin embargo, en el marco del plan que tiene la empresa TransMilenio para buscar aliados comerciales, al nombre de la estación se le añadió el texto «Lotería de Bogotá». Además la estación recibe su nombre de la Ciudad Universitaria de Bogotá, sede de la Universidad Nacional de Colombia, que tiene su entrada sur a un costado de la estación. Fue diseñada por Leopoldo Rother y abierta a lo largo de los años 1930.  dada la cercanía del edificio de dicha entidad.

## Historia
Esta estación hace parte de la Fase III de TransMilenio que empezó a construirse a finales de 2009 y, después de varias demoras relacionadas con casos de corrupción, y de postergarse su puesta en marcha 4 días por problemas eléctricos en la estación, esta entró en operación el 26 de julio de 2012.
Durante el Paro nacional de 2019, la estación sufrió diversos ataques que afectaron de forma considerable las puertas de vidrio y demás infraestructura de la estación, razón por la cual no estuvo operativa por algunos días luego de lo ocurrido.

## Servicios de la estación

### Servicios troncales
| Tipo                                            | Rutas al Oriente | Rutas al Occidente | Rutas al Norte | Rutas al Sur |
| ----------------------------------------------- | ---------------- | ------------------ | -------------- | ------------ |
| Ruta fácil                                      | 1 3              | 1 3                |                |              |
| Expresos todos los días todo el día             |                  | K54                |                | H54          |
| Expresos lunes a sábado todo el día             |                  | K10 K23            | B23            | L10          |
| Expresos lunes a viernes hora pico de la mañana | J73              |                    |                |              |
| Expresos lunes a viernes hora pico de la tarde  |                  |                    | C73            |              |

### Esquema
| ← Occidente |           |         |            |
| Carrera 36  | J73K10K23 | 13K54   | Carrera 33 |
| Puente      | Vagón 2   | Vagón 1 |            |
| Carrera 36  | B23C73L10 | 13H54   | Carrera 33 |
| Oriente →   |           |         |            |

### Servicios urbanos
Así mismo funcionan las siguientes rutas urbanas del SITP en los costados externos a la estación, circulando por los carriles de tráfico mixto sobre la Avenida Eldorado, con posibilidad de trasbordo usando la tarjeta TuLlave:
| Código | Sector                          | Dirección            | Rutas    |
| ------ | ------------------------------- | -------------------- | -------- |
| 419A06 | K Estación Ciudad Universitaria | Av. Eldorado - KR 36 | A319 T40 |
| 460A05 | K Estación Ciudad Universitaria | Av. Eldorado - KR 36 | K319 T40 |

## Ubicación geográfica
| Noroeste: Teusaquillo | Norte: D Escuela Militar | Nordeste: E Universidad Nacional |
| Oeste: K Corferias    |                          | Este: K Concejo de Bogotá        |
| Suroeste: Teusaquillo | Sur: F CDS Carrera 32    | Sureste: E Avenida Eldorado      |